# (38364) 1999 RT157
1999 أر تي 157 (ويعرف أيضًا باسم (38364) 1999 أر تي 157 وفق تسمية الكوكب الصغير) (بالإنجليزية: 1999 RT157)‏ هو كويكب ضمن حزام الكويكبات؛ وترتيبه 38364 من حيث الاكتشاف.
اكتُشف هذا الجُرم الفلكي بواسطة بحث لنكولن عن الكويكبات القريبة من الأرض في 9 سبتمبر 1999.

## وصلات خارجية
- (38364) 1999 RT157 في قاعدة بيانات مختبر الدفع النفاث لأجرام النظام الشمسي الصغيرة

- الاكتشاف · مخطط المدار ·  العناصر المدارية · المعلمات المادية

- (38364) 1999 RT157 على موقع ويكي سكاي: DSS2, SDSS, GALEX, IRAS, Hydrogen α, X-Ray, Astrophoto, Sky Map, Articles and images